# جوزپه مسینا
جوزپه مسینا (انگلیسی: Giuseppe Messina؛ زادهٔ ۱۲ فوریهٔ ۱۹۹۳) بازیکن فوتبال اهل ایتالیا است.
از باشگاه‌هایی که در آن بازی کرده‌است می‌توان به باشگاه فوتبال ارورا پرو پاتریا ۱۹۱۹، باشگاه فوتبال رجانا، و باشگاه فوتبال کاتانیا اشاره کرد.